# La Mémoire
Pour les articles homonymes, voir Mémoire.
Pour plus de détails, voir Fiche technique et Distribution.
La Mémoire (en arabe égyptien Ḥaddūta maṣriyya, litt. « conte égyptien ») est un long métrage égyptien réalisé par Youssef Chahine et Khairiya A-Mansour, sorti en 1982.

## Synopsis
Le film est essentiellement une biographie fictive d'un cinéaste égocentrique, fumant en chaîne, très nerveux et réaliste radical nommé Yehia Choukry Mourad. Cela commence par une crise cardiaque lors de la réalisation d'un film. On le convainc d'aller à Londres pour un diagnostic et, par la suite, un pontage cardiaque. La veille de l'opération, il passe du temps avec son chauffeur. Le film crée une tension homoérotique par les regards qui sont échangés entre Yehia et le chauffeur de taxi.
Une fois que Yehia est sous anesthésie, l'action se transforme en une affaire judiciaire surréaliste et onirique tenue dans la propre cavité thoracique de Yehia (les poutres du toit de la salle d'audience, par exemple, sont les côtes de Yehia). L'enfant intérieur de Yehia est en procès : se sentant mal aimé par l'adulte Yehia, cet enfant tente de tuer Yehia. La barre des témoins de l'enfant comprend des tubes en plastique transparent dans lesquels il laisse tomber des cristaux blancs, symbolisant les artères de Yehia et le cholestérol qui les étouffe. Alors que différents témoins parlent pendant les scènes chaotiques de la cour, le film présente différents flashbacks de la vie de Yehia, à commencer par son traitement injuste par un enseignant catholique amer.
Les flashbacks ramènent Yehia à certains moments clés de l'histoire égyptienne : participant à des émeutes de la jeunesse contre les forces britanniques en Egypte ; jouant dans, et réalisant, un film faisant allusion à la gare du Caire en 1958, cherchant sans succès l'approbation euro-américaine pour son travail au Festival de Cannes et à New York, mais remportant un prix au premier Festival international du film de Moscou ; et faisant un film sur la bataille d'Alger (1956–1957), possible allusion au film de 1966 La Bataille d'Alger. Le film dépeint un Yehia vieillissant qui a des problèmes avec la censure, tout en insistant pour continuer à tourner son film interdit, au cours duquel il a sa crise cardiaque.
Les relations de Yehia avec sa mère, sa sœur et sa femme Amal sont un thème clé dans les flashbacks et les scènes de la cour. Dans la mesure où elles ont maltraité Yehia, le film suggère que les comportements de ces femmes découlent de leur propre expérience et de leur participation à l'oppression patriarcale. La mère de Yehia, forcée de se marier et d'avoir des enfants jeunes, impose à son tour les mêmes restrictions à sa fille ; et Yehia lui-même, juste avant sa crise cardiaque, refuse de permettre à sa fille de faire un mariage d'amour. Amal est également confinée à la maternité et à la propre infantilité de Yehia.
Le film se termine avec l'enfant intérieur de Yehia condamné à mort et plongé dans une artère avec un couteau pour tenter de tuer Yehia. Le chirurgien opérant sur Yehia réussit cependant à extraire l'enfant intérieur et Yehia est sauvé. En sortant de son anesthésie, Yehia rencontre son enfant intérieur, fait la paix avec lui, et l'enfant intérieur se fond dans Yehia. Le film se termine sur cette image.

## Fiche technique
- Réalisation : Youssef Chahine

## Distribution
- Oussama Nadir : Yehia enfant
- Mohsen Mohieddin : Yehia jeune homme
- Nour El-Sherif : Yehia
- Ahmed Mehrez
- Mohamed Mounir
- Ragaa Hussein :
- Seif El Dine
- Youssra : Amal
- Hanan : Nadia enfant
- Leila Hamada : Nadia jeune fille
- Magda El-Khatib : Nadia